# Институт по радиотехника и електроника „В. А. Котелников“ РАН
Институтът по радиотехника и електроника „В. А. Котелников“ (официално наименование на руски: Федеральное государственное бюджетное учреждение науки Институт радиотехники и электроники имени В. А. Котельникова Российской академии наук) е научен институт на Руската академия на науките днес и преди това на предшественичката ѝ Академия на науките на СССР.
Сформиран е по инициатива на академиците от АН на СССР А. И. Берг, Б. А. Введенски, Н. Д. Девяткова, В. А. Котелников, Ю. Б. Кобзарева, В. В. Мигулина и член-кореспондентката от АН на СССР Д. В. Зернова през 1953 г. Тези учени стават първите ръководители на научни отдели на института.
Основната сграда се намира в бившата сграда на Физическия факултет на Московския държавен университет на улица Моховая в центъра на Москва.
Директор на института е член-кореспондентът на РАН Сергей Аполонович Никитов. Научен ръководител е академикът на РАН Юрий Василиевич Гуляев.
През 1955 г. е открит първият клон на института – в гр. Фрязино, Московска област. По-късно са открити още 2 клона – Саратовски клон в Саратов и Уляновски клон в Уляновск.